# Vlag van Zeevang

Vlag van de gemeente Zeevang

De vlag van Zeevang is het gemeentelijk dundoek van de voormalige Noord-Hollandse gemeente Zeevang, die in 1970 werd opgericht na het samengaan van de oude gemeenten Beets, Kwadijk, Middelie, Oosthuizen en Warder. De beschrijving luidt:
Een vlag bestaande uit 15 blokken gerangschikt in 3 rijen boven elkaar, afwisselend vanaf links bovenaan bij de stok wit en rood, met op de bovenste rode blokken en op de onderste rode blokken elk een gele vijfpuntige ster, en op de middelste rode blokken elk een groene schijf.
De vlag is op 6 mei 1975 door de gemeenteraad bij raadsbesluit aangenomen als gemeentelijke vlag. Het ontwerp is gemaakt op advies van de Stichting voor Banistiek en Heraldiek.
Op 1 januari 2015 ging Zeevang op in de gemeente Edam-Volendam, waarmee de vlag kwam te vervallen.

## Ontwerp
De vlag bestaat uit zeven rode en acht witte vierkanten. De vlakken zijn allemaal een derde van de hoogte van de vlag. De bovenste rij heeft drie witte en twee rode vierkanten, de tweede rij drie rode en twee witte en de derde rij weer drie witte en twee rode. In de bovenste en onderste rij bevatten de rode vlakken elk een vijfpuntige gele ster. De drie rode vlakken in de middelste rij zijn voorzien van groene schijven. Het ontwerp van de vlag is geïnspireerd op de oude naam van de regio: Zeven-Fank, dit wordt getoond door de zeven rode blokken. De groene schijven zijn afkomstig uit het oude wapen van de voorganger van de gemeente. De sterren symboliseren de dorpen in de gemeente.

## Zie ook

Wapen van Zeevang